# Secrétaire d'État à la Santé
Le secrétaire d'État à la Santé et à la Protection sociale  (en anglais : Secretary of State for Health and Social Care), communément appelé Health Secretary, est le ministre chargé de la santé dans le gouvernement du Royaume-Uni, à la tête du département de la Santé et de la Protection sociale (Department of Health and Social Care).

## Président du Conseil de la santé (1848-1858)
| Nom | Nom                                                                                               | Portrait | Mandat            | Mandat             | Parti politique | Premier ministre | Premier ministre                   |
| --- | ------------------------------------------------------------------------------------------------- | -------- | ----------------- | ------------------ | --------------- | ---------------- | ---------------------------------- |
| | George Howard (commissaire des Bois et Forêts)                                                    |          | 1848              | 17 avril 1849      | Whig            |                  | Lord John Russell                  |
| | Edward Seymour (commissaire des Bois et Forêts, Premier commissaire des Travaux à partir de 1851) |          | 17 avril 1849     | 21 février 1852    | Whig            |                  | Lord John Russell                  |
| | John Manners (Premier commissaire des Travaux)                                                    |          | 4 mars 1852       | 17 décembre 1852   | Conservateur    |                  | Edward Smith-Stanley               |
| | William Molesworth (Premier commissaire des Travaux)                                              |          | 5 janvier 1853    | 21 juillet 1855    | Radical         |                  | George Hamilton-Gordon (Coalition) |
| | Benjamin Hall                                                                                     |          | 14 octobre 1854   | 13 août 1855       | Whig            |                  | George Hamilton-Gordon (Coalition) |
| | William Cowper                                                                                    |          | 13 août 1855      | 9 février 1857     | Whig            |                  | Henry John Temple                  |
| | William Monsell                                                                                   |          | 9 février 1857    | 24 septembre 1857  | Whig            |                  | Henry John Temple                  |
| | William Cowper                                                                                    |          | 24 septembre 1857 | 21 février 1858    | Whig            |                  | Henry John Temple                  |
| | Charles Adderley                                                                                  |          | 8 mars 1858       | 1er septembre 1858 | Conservateur    |                  | The Earl of Derby                  |
| Conseil de la Santé aboli en 1858, responsabilités transférées au Conseil privé (1858-1871), puis au Local Government Board (1871-1919). |                                                                                                   |          |                   |                    |                 |                  |                                    |

## Ministre de la Santé (1919-1968)
| Nom                                                                  | Nom                          | Portrait                                               | Mandat            | Mandat                               | Parti politique       | Premier ministre                     | Premier ministre                     |
| -------------------------------------------------------------------- | ---------------------------- | ------------------------------------------------------ | ----------------- | ------------------------------------ | --------------------- | ------------------------------------ | ------------------------------------ |
|                                                                      | Christopher Addison          |                                                        | 24 juin 1919      | 1er avril 1921                       | Libéral               |                                      | David Lloyd George (Coalition)       |
|                                                                      | Alfred Mond                  |                                                        | 1er avril 1921    | 19 octobre 1922                      | Libéral               |                                      | David Lloyd George (Coalition)       |
|                                                                      | Sir Arthur Griffith-Boscawen |                                                        | 24 octobre 1922   | 7 mars 1923 (perd son siège en 1922) | Conservateur          |                                      | Andrew Bonar Law                     |
|                                                                      | Neville Chamberlain          |                                                        | 7 mars 1923       | 27 août 1923                         | Conservateur          |                                      | Andrew Bonar Law                     |
|                                                                      | Neville Chamberlain          | Stanley Baldwin                                        | 7 mars 1923       | 27 août 1923                         | Conservateur          |                                      |                                      |
|                                                                      | William Joynson-Hicks        |                                                        | 27 août 1923      | 22 janvier 1924                      | Conservateur          |                                      |                                      |
|                                                                      | John Wheatley                |                                                        | 22 janvier 1924   | 3 novembre 1924                      | Travailliste          |                                      | Ramsay MacDonald                     |
|                                                                      | Neville Chamberlain          |                                                        | 6 novembre 1924   | 4 juin 1929                          | Conservateur          |                                      | Stanley Baldwin                      |
|                                                                      | Arthur Greenwood             |                                                        | 7 juin 1929       | 24 août 1931                         | Travailliste          |                                      | Ramsay MacDonald                     |
|                                                                      | Neville Chamberlain          |                                                        | 25 août 1931      | 5 novembre 1931                      | Conservateur          |                                      | Ramsay MacDonald (1st National Min.) |
|                                                                      | Hilton Young                 |                                                        | 5 novembre 1931   | 7 juin 1935                          | Conservateur          | Ramsay MacDonald (2nd National Min.) |                                      |
|                                                                      | Kingsley Wood                |                                                        | 7 juin 1935       | 16 mai 1938                          | Conservateur          |                                      | Stanley Baldwin (3rd National Min.)  |
|                                                                      | Kingsley Wood                | Neville Chamberlain (4th National Min.; War Coalition) | 7 juin 1935       | 16 mai 1938                          | Conservateur          |                                      |                                      |
|                                                                      | Walter Elliot                |                                                        | 16 mai 1938       | 13 mai 1940                          | Unioniste             |                                      |                                      |
|                                                                      | Malcolm MacDonald            |                                                        | 13 mai 1940       | 8 février 1941                       | Travailliste national |                                      | Winston Churchill (War Coalition)    |
|                                                                      | Ernest Brown                 |                                                        | 8 février 1941    | 11 novembre 1943                     | National-libéral      |                                      | Winston Churchill (War Coalition)    |
|                                                                      | Henry Willink                |                                                        | 11 novembre 1943  | 26 juillet 1945                      | Conservateur          |                                      | Winston Churchill (War Coalition)    |
|                                                                      | Aneurin Bevan                |                                                        | 3 août 1945       | 17 janvier 1951                      | Travailliste          |                                      | Clement Attlee                       |
|                                                                      | Hilary Marquand              |                                                        | 17 janvier 1951   | 26 octobre 1951                      | Travailliste          |                                      | Clement Attlee                       |
|                                                                      | Harry Crookshank             |                                                        | 30 octobre 1951   | 7 mai 1952                           | Conservateur          |                                      | Sir Winston Churchill                |
|                                                                      | Iain Macleod                 |                                                        | 7 mai 1952        | 20 décembre 1955                     | Conservateur          |                                      | Sir Winston Churchill                |
|                                                                      | Iain Macleod                 | Anthony Eden                                           | 7 mai 1952        | 20 décembre 1955                     | Conservateur          |                                      |                                      |
|                                                                      | Robin Turton                 | Robin Turton                                           | 20 décembre 1955  | 16 janvier 1957                      | Conservateur          |                                      |                                      |
|                                                                      | Dennis Vosper                | Dennis Vosper                                          | 16 janvier 1957   | 17 septembre 1957                    | Conservateur          |                                      | Harold Macmillan                     |
|                                                                      | Derek Walker-Smith           | Derek Walker-Smith                                     | 17 septembre 1957 | 27 juillet 1960                      | Conservateur          |                                      | Harold Macmillan                     |
|                                                                      | Enoch Powell                 |                                                        | 27 juillet 1960   | 20 octobre 1963                      | Conservateur          |                                      | Harold Macmillan                     |
|                                                                      | Anthony Barber               | Anthony Barber                                         | 20 octobre 1963   | 16 octobre 1964                      | Conservateur          |                                      | Sir Alec Douglas-Home                |
|                                                                      | Kenneth Robinson             | Kenneth Robinson                                       | 18 octobre 1964   | 1er novembre 1968                    | Travailliste          |                                      | Harold Wilson                        |
| Ministère fusionne avec le ministère de la Sécurité sociale en 1968. |                              |                                                        |                   |                                      |                       |                                      |                                      |

## Secrétaire d'État à la Santé et des Services sociaux (1968-1988)
| Nom | Nom              | Portrait       | Mandat            | Mandat            | Parti politique | Premier ministre | Premier ministre  |
| --- | ---------------- | -------------- | ----------------- | ----------------- | --------------- | ---------------- | ----------------- |
| | Richard Crossman |                | 1er novembre 1968 | 19 juin 1970      | Travailliste    |                  | Harold Wilson     |
| | Keith Joseph     | Keith Joseph   | 20 juin 1970      | 4 mars 1974       | Conservateur    |                  | Edward Heath      |
| | Barbara Castle   |                | 4 mars 1974       | 8 avril 1976      | Travailliste    |                  | Harold Wilson     |
| | David Ennals     |                | 8 avril 1976      | 4 mai 1979        | Travailliste    |                  | James Callaghan   |
| | Patrick Jenkin   | Patrick Jenkin | 5 mai 1979        | 14 septembre 1981 | Conservateur    |                  | Margaret Thatcher |
| | Norman Fowler    |                | 14 septembre 1981 | 13 juin 1987      | Conservateur    |                  | Margaret Thatcher |
| | John Moore       |                | 13 juin 1987      | 25 juillet 1988   | Conservateur    |                  | Margaret Thatcher |
| Fonction divisée entre le secrétariat d'État à la Sécurité sociale et le secrétariat d'État à la Santé en 1988. |                  |                |                   |                   |                 |                  |                   |

## Secrétaire d'État à la Santé (1988-2018)
| Nom         | Nom                | Portrait   | Mandat           | Mandat           | Parti politique | Premier ministre | Premier ministre  |
| ----------- | ------------------ | ---------- | ---------------- | ---------------- | --------------- | ---------------- | ----------------- |
|             | Kenneth Clarke     |            | 25 juillet 1988  | 2 novembre 1990  | Conservateur    |                  | Margaret Thatcher |
|             | William Waldegrave |            | 2 novembre 1990  | 10 avril 1992    | Conservateur    |                  | Margaret Thatcher |
|             | William Waldegrave | John Major | 2 novembre 1990  | 10 avril 1992    | Conservateur    |                  |                   |
|             | Virginia Bottomley |            | 10 avril 1992    | 5 juillet 1995   | Conservateur    |                  |                   |
|             | Stephen Dorrell    |            | 5 juillet 1995   | 2 mai 1997       | Conservateur    |                  |                   |
|             | Frank Dobson       |            | 3 mai 1997       | 11 octobre 1999  | Travailliste    |                  | Tony Blair        |
|             | Alan Milburn       |            | 11 octobre 1999  | 13 juin 2003     | Travailliste    |                  | Tony Blair        |
|             | John Reid          |            | 13 juin 2003     | 6 mai 2005       | Travailliste    |                  | Tony Blair        |
|             | Patricia Hewitt    |            | 6 mai 2005       | 28 juin 2007     | Travailliste    |                  | Tony Blair        |
|             | Alan Johnson       |            | 28 juin 2007     | 5 juin 2009      | Travailliste    |                  | Gordon Brown      |
|             | Andy Burnham       |            | 5 juin 2009      | 11 mai 2010      | Travailliste    |                  | Gordon Brown      |
|             | Andrew Lansley     |            | 12 mai 2010      | 4 septembre 2012 | Conservateur    |                  | David Cameron     |
|             | Jeremy Hunt        |            | 4 septembre 2012 | 8 janvier 2018   | Conservateur    |                  | David Cameron     |
| Theresa May | Jeremy Hunt        |            | 4 septembre 2012 | 8 janvier 2018   | Conservateur    |                  |                   |

## Secrétaire d'État à la Santé et à la Protection sociale (depuis 2018)
| Nom           | Nom             | Portrait | Mandat           | Mandat           | Parti politique | Premier ministre | Premier ministre |
| ------------- | --------------- | -------- | ---------------- | ---------------- | --------------- | ---------------- | ---------------- |
|               | Jeremy Hunt     |          | 8 janvier 2018   | 9 juillet 2018   | Conservateur    |                  | Theresa May      |
|               | Matthew Hancock |          | 9 juillet 2018   | 26 juin 2021     | Conservateur    |                  | Theresa May      |
| Boris Johnson | Matthew Hancock |          | 9 juillet 2018   | 26 juin 2021     | Conservateur    |                  |                  |
|               | Sajid Javid     |          | 26 juin 2021     | 5 juillet 2022   | Conservateur    |                  |                  |
|               | Stephen Barclay |          | 5 juillet 2022   | 6 septembre 2022 | Conservateur    |                  |                  |
|               | Thérèse Coffey  |          | 6 septembre 2022 | 25 octobre 2022  | Conservateur    |                  | Liz Truss        |
|               | Stephen Barclay |          | 25 octobre 2022  | 13 novembre 2023 | Conservateur    |                  | Rishi Sunak      |
|               | Victoria Atkins |          | 13 novembre 2023 | 5 juillet 2024   | Conservateur    |                  | Rishi Sunak      |
|               | Wes Streeting   |          | 5 juillet 2024   | en cours         | Travailliste    |                  | Keir Starmer     |